# Castell de Benifallim
El castell de Benifallim (Alcoià, País Valencià) és una construcció d'origen medieval. Va ser construït pels cristians al segle xiii, després de conquesta de Jaume I, i es troba al cim d'un turó rocallós i escarpat, sobre el nucli urbà. Destaca per la seua posició estratègica, albirant-se el castell de Cocentaina i les torres de Penella i Sena.
El conjunt ha patit diverses reformes i reconstruccions al llarg de la seua història. L'edifici central és una torre, de planta quadrada, amb unes dimensions de 8,30 x 7 metres, amb tàpies d'1,10 metres de gruixut. Compta amb espitlleres i una porta d'arc de mig punt, de reduïdes dimensions.
A més a més, hi ha una muralla que volta una plataforma quadrada d'uns vint metres de costat, amb parets de maçoneria amb espitlleres. La paret de la muralla fa 0,80 m de gruixut. Pels voltants hi ha altres restes de diverses construccions de tàpies i maçoneria. Amb tot, la fortificació ocupa 400 m² de superfície.
El recinte està força deteriorat. A la torre, un forat fa perillar l'estabilitat del tram de mur, mentre que les estructures horitzontals ja estan en ruïnes o desaparegudes. A principis del segle XXI s'han dut a terme diverses actuacions d'acondicionament, com l'encegat del buit de la torre, la reconstrucció del contrafort del mur de ponent o la reconstrucció parcial del llenç de tanca o murada inferior.